# Геліктит
Геліктит (від грец. ηλικιτός — «звивається») — морфологічний різновид кальциту й арагоніту в карстових печерах.
Це витягнуті кам'яні «палички», які зростають в абсолютно довільних напрямках, химерно згинаються і розгалужуються. Складається з кількох тісно зрощених кристалів або кристалічних пучків і мають тонкий внутрішній капілярний канальчиках-жолобок, по якому відбувається вступ живильного розчину від основи до кінчика геликтита, тобто його зростання відбувається під дією капілярних сил і тому, на відміну від інших печерних напливів, не залежить від напрямку дії сили тяжіння. Напрямок росту груп геліктитів може залежати від спрямування печерного вітру, що продуває печерні системи. Є описаний теоретичний механізм витягування живильного розчину на поверхню геликтита під дією капілярних сил. Варто геликтиту почати рости — і далі створювана їм капілярність сама буде підсмоктувати воду з поверхні в канал.
В карстових печерах є також кілька десятків типів натічних утворень, зовні схожих на геликтити, але дуже різної структури і з абсолютно різними механізмами зростання.